# Tunnel rat

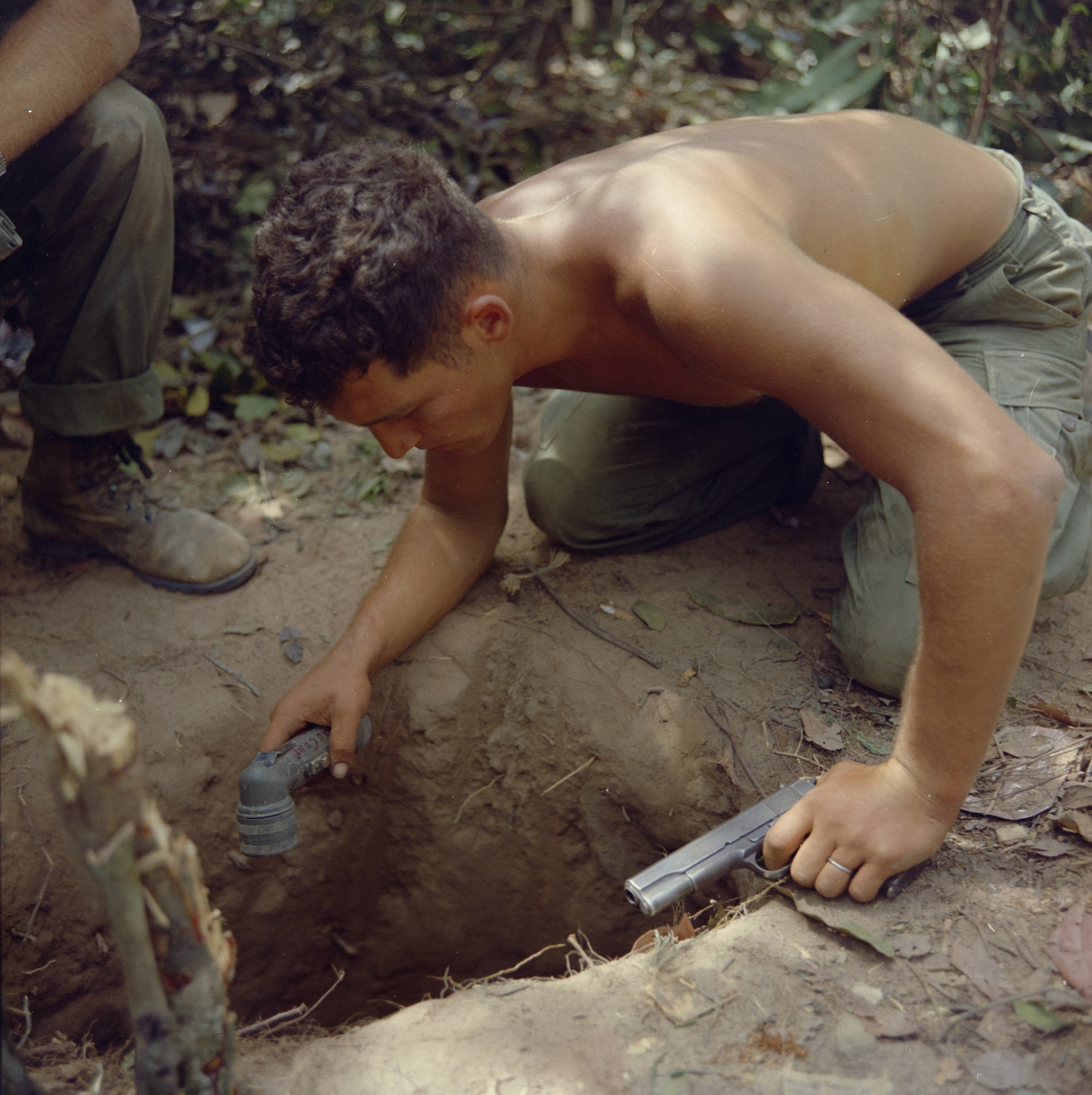
O sargento Ronald A. Payne, do exército dos Estados Unidos, inspecionando um buraco vietnamita.

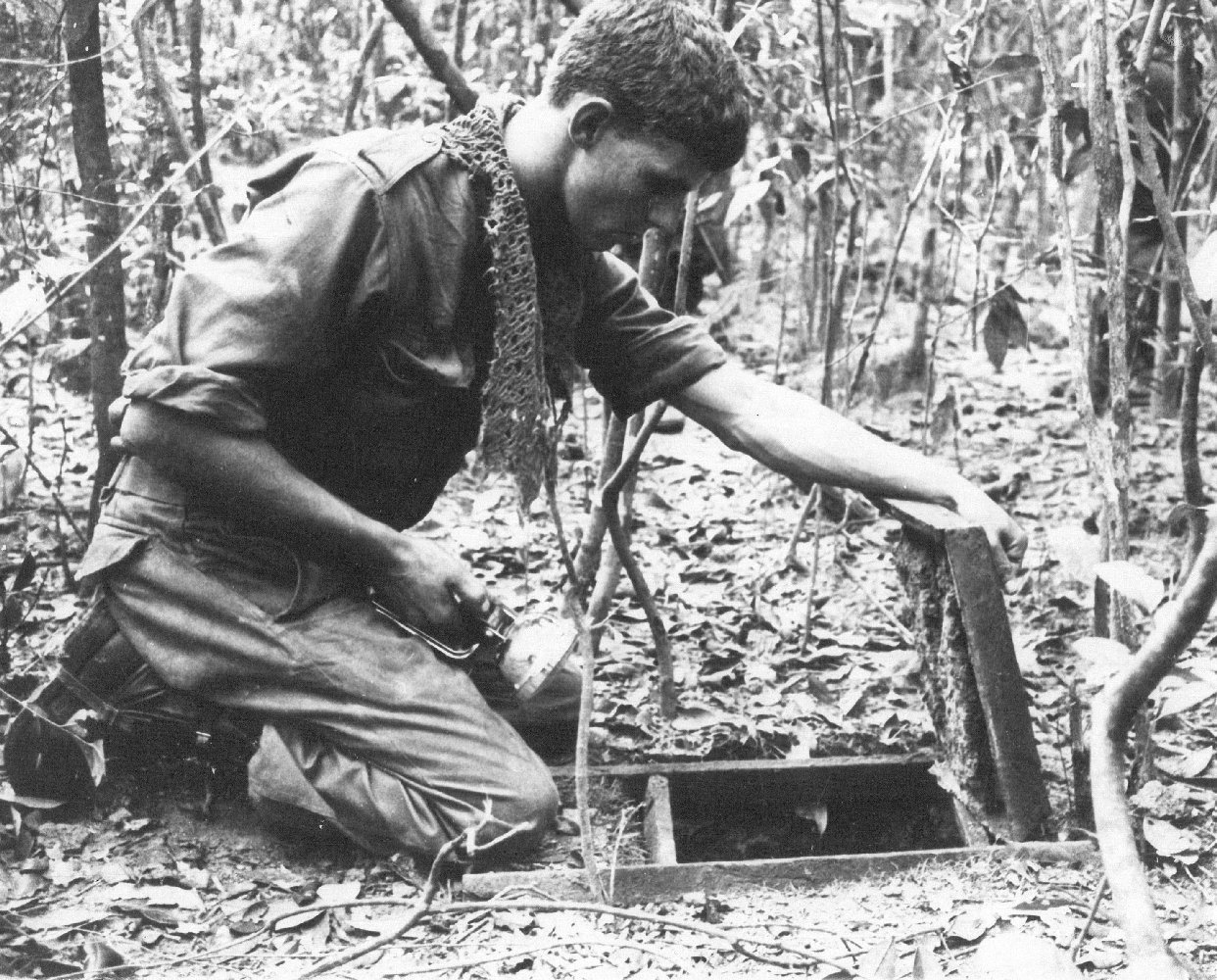
Soldado australiano tunnel rat, olhando para um túnel Viet Cong descoberto durante a Operação Crimp, Vietnã

Tunnel rat ("rato de túnel"), é a designação informal atribuída aos soldados americanos, sul-vietnamitas, neozelandeses e australianos, que realizaram missões de busca e destruição em túneis durante a Guerra do Vietnã.

## Missão
Durante a Guerra do Vietnã, os tunnel rats se tornaram uma especialidade não oficial para engenheiros de combate voluntários e soldados de infantaria da Austrália e dos Estados Unidos que limparam e destruíram complexos de túneis inimigos. O lema deles era a frase latina simplória "Non Gratus Anus Rodentum" ("não vale o rabo de um rato").